# Namárië
Namárië (ou Complainte de Galadriel) est un poème présent dans le Seigneur des anneaux de J. R. R. Tolkien, écrit en quenya(le caractère étant du Tengwar Quenya). C'est une complainte chantée par l'Elfe Galadriel, alors que Frodon quitte la Lothlórien avec la Communauté de l'Anneau.

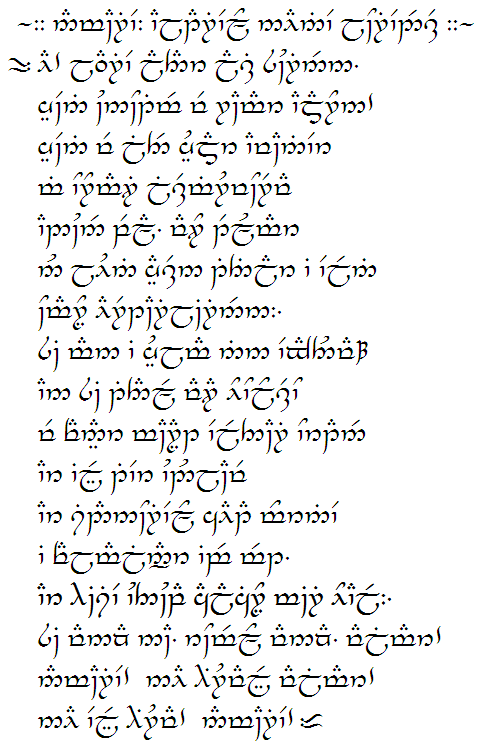
Namárië écrit en tengwar

Namárië provient du quenya á na márië, signifiant littéralement « soyez bien », une formule elfique qui se traduit généralement par « Adieu ».
Tolkien en a laissé une analyse détaillée dans The Road Goes Ever On, notamment en ce qui concerne la prononciation et l'intonation. Le poème y porte un sous-titre : Altariello Nainië Lóriendessë ou « Complainte de Galadriel en Lórien », avec une mise en musique par Donald Swann. Une version plus ancienne du poème est présentée dans The Treason of Isengard.